# Echinostylinos schmidti
Echinostylinos schmidti är en svampdjursart som först beskrevs av Arnesen 1903.  Echinostylinos schmidti ingår i släktet Echinostylinos och familjen Phellodermidae.
Artens utbredningsområde är Norge. Inga underarter finns listade i Catalogue of Life.